# Ameletidae
Famille
Les Ameletidae forment une famille d'insectes appartenant à l'ordre des éphéméroptères.

## Liste des genres
Selon BioLib (16 juillet 2025) :
- genre Ameletus Eaton, 1885
- genre Metreletus Demoulin, 1951

Selon ITIS :
- genre Ameletus Eaton, 1885